# St. Clemens (Mayen)

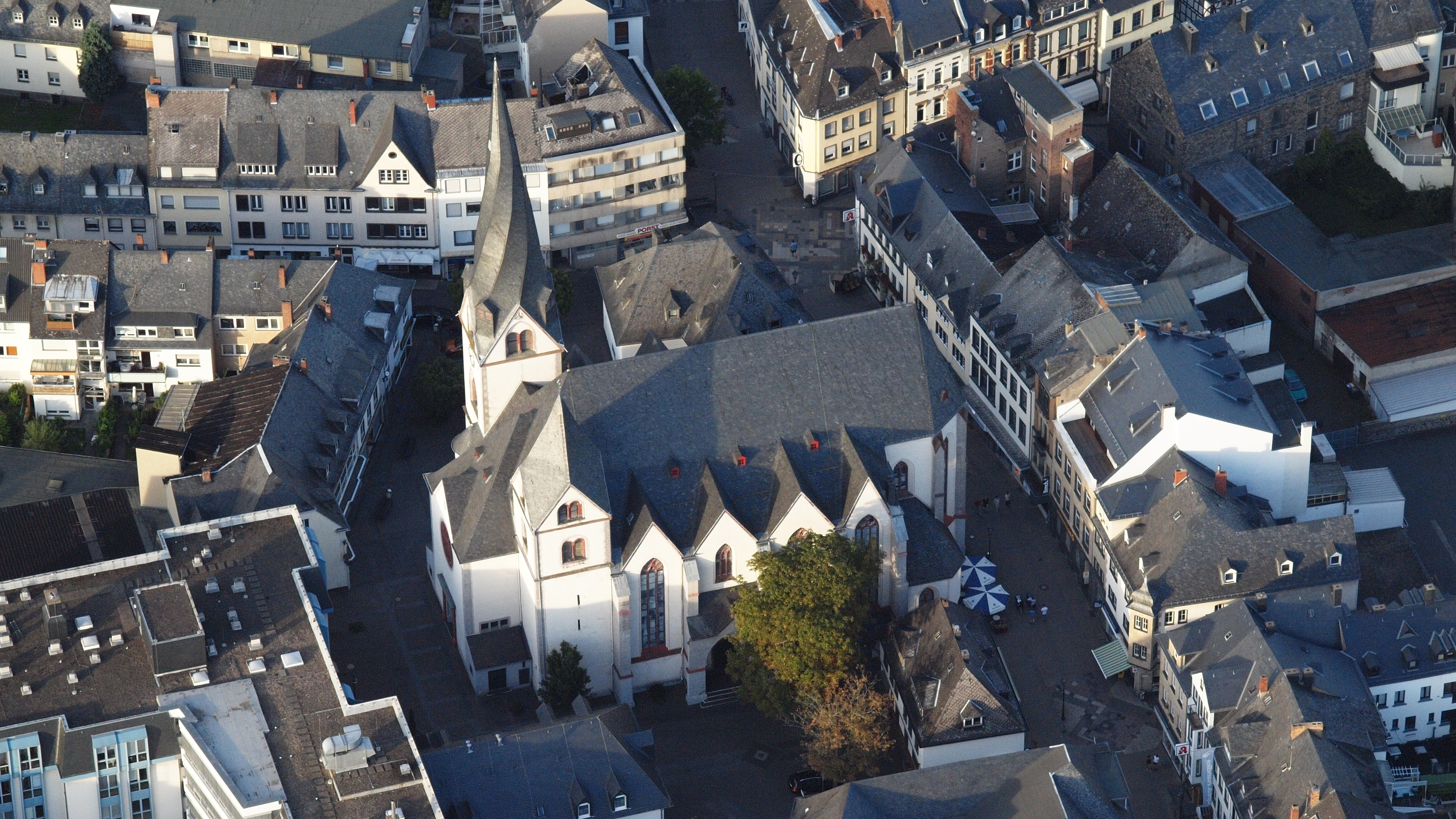
Mayen, St. Clemens, Luftaufnahme (2015)

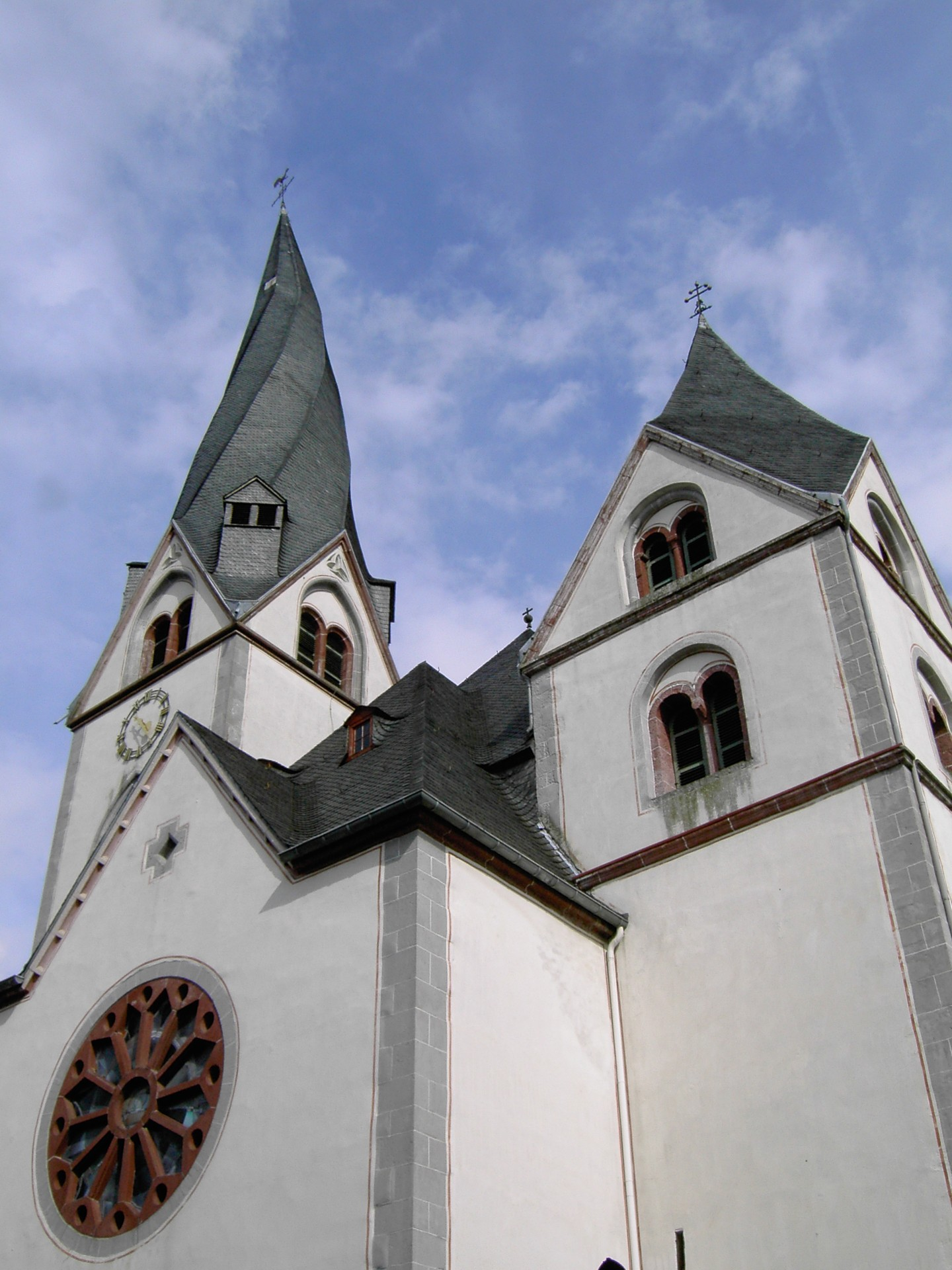
Kirche Sankt Clemens mit verdrehtem Turm

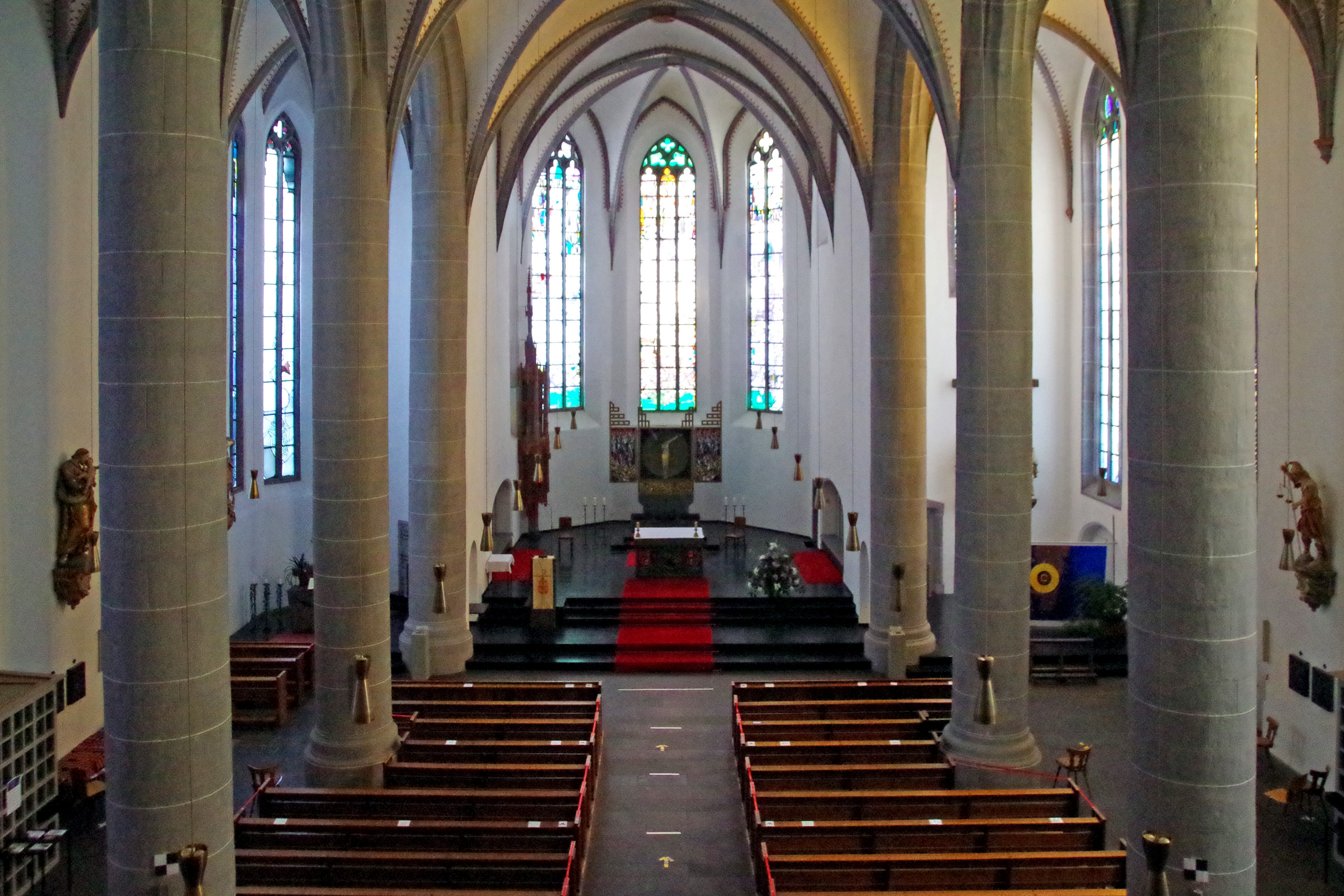
Dreischiffige gotische Hallenkirche

Die Pfarrkirche St. Clemens ist ein Wahrzeichen der Stadt Mayen in der Vulkaneifel.

## Geschichte
Die Pfarrkirche des ehemaligen Hauptorts des Mayengaus (mit einst großräumigem Pfarrsprengel) war ehemals der Gottesmutter und ist seit 1409 dem heiligen Papst Clemens geweiht. Von 1326 bis 1802 war sie Stiftskirche. 1326 verlegte Kurfürst Balduin von Trier das regulierte Augustiner-Chorherren-Stift von Lonnig an die Mayener Pfarrkirche. 1592 wechselten die klösterlich (mit Gelübde) lebenden Stiftsherren die Lebensform, das Stift wurde zum weltlichen Kollegiatstift. 1802 wurde es aufgehoben.
Wie Ausgrabungen ergaben, reichen Vorgängerbauten der heutigen Kirche bis in das Frühmittelalter zurück (um 600 eine kleine Holzkirche, um 800 eine Steinkirche, um 1000 eine größere Kirche). Von der vierten, einer romanischen Kirche des 12. Jahrhunderts stammt der niedrigere Südturm, genannt Eulenturm.
Der Baubeginn der fünften, einer gotischen Kirche ist nach der Verlegung des Stifts anzusetzen. 1382 wurden mehrere Altäre gestiftet, aber damals war der Bau noch nicht vollendet.
Am 2. Januar 1945 wurde die Kirche mitsamt den Resten des ehemaligen Stifts zerstört. Nach dem Zweiten Weltkrieg wurde sie zunächst eher notdürftig wieder aufgebaut (1947–1953). Ab den 1970er Jahren erfolgte die vollständige Wiederherstellung, bei der die zuvor aus Mayener Basaltlava bestehende Fassade mit einem weißen Putz versehen wurde. Der charakteristische Helm des nördlichen Westturms wurde in einer gekürzten Form rekonstruiert.

## Beschreibung
Sankt Clemens ist eine dreischiffige, von einem durchgehenden Dach bedeckte Hallenkirche ohne Querschiff und eine der ältesten Hallenkirchen des Rheinlands. Das Langhaus ist quadratisch und hat keine Empore. Der Innenraum wird von schlanken Säulen ohne Kapitelle unterteilt.
Besonderes Kennzeichen ist der infolge eines Konstruktionsfehlers des Dachstuhls spiralförmig verdrehte Spitzhelm des nördlichen Westturms. Der südliche Westturm,  Eulenturm, ist wesentlich kürzer und hat einen gedrungeneren Helm (siehe Foto).

## Ausstattung
Lediglich einige Heiligenfiguren im Chor (überwiegend Ende 18. Jahrhundert) sowie das Taufbecken und das Sakramentstürmchen überstanden die Zerstörungen des Zweiten Weltkriegs. Vom Kirchenschatz hervorzuheben ist eine in Trier gefertigte Turmmonstranz.
Das Triptychon hinter dem Altar ist ein 1994 geschaffenes Werk des Malers Jakob Schwarzkopf (1926–2001). Es zeigt in der Mitte Jesus als Gekreuzigten, rechts die Gottesmutter Maria mit Jesu Jüngern und links Jünger mit dem heiligen Clemens, dem Patron der Kirche. Den Altar aus Bronze schuf 1976 der Bildhauer Ulrich Henn.

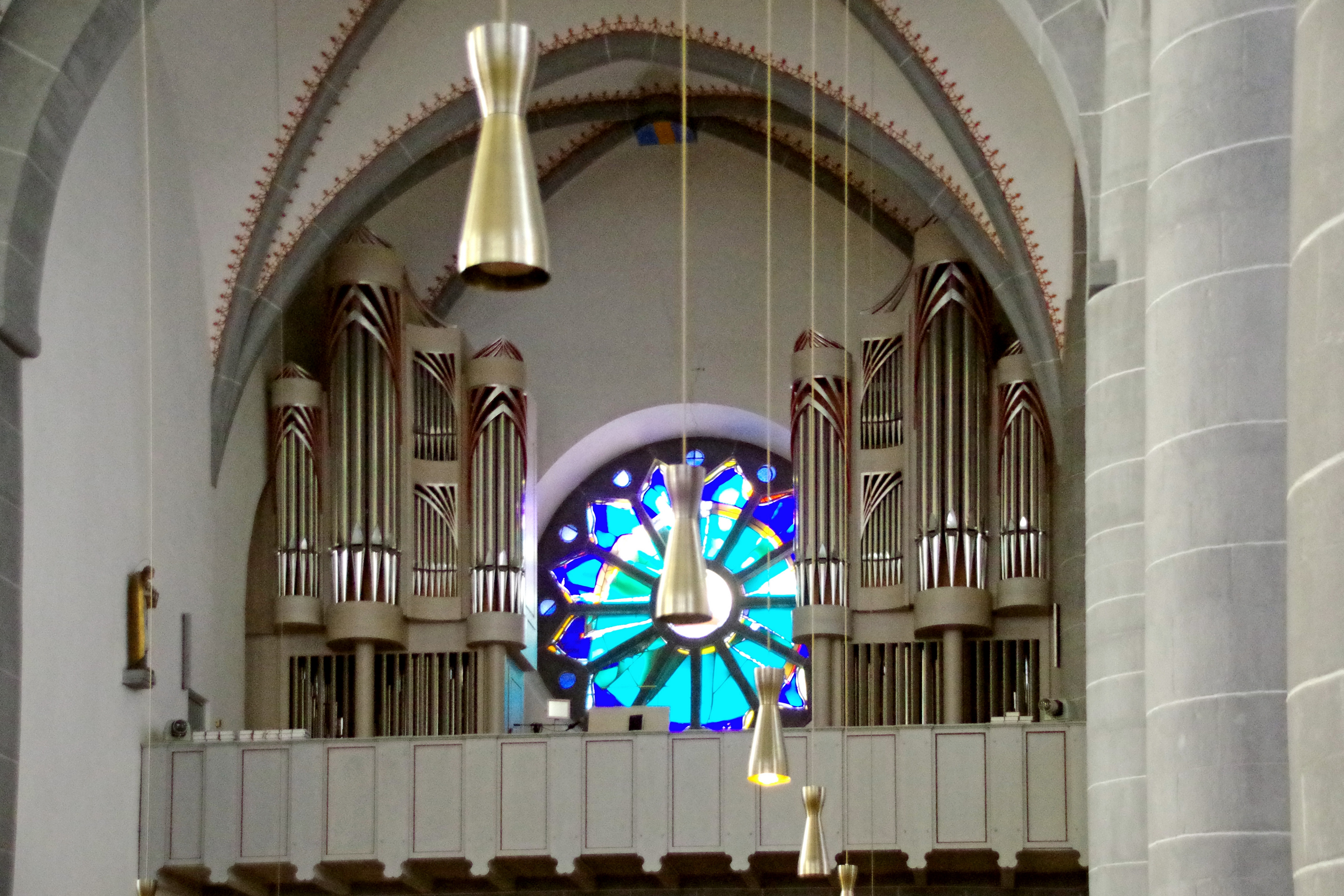
Empore mit Instrument von Fischer & Krämer Orgelbau (1997)

Die Orgel wurde 1997 von der Orgelbauwerkstatt Fischer & Krämer erbaut. Das Schleifladen-Instrument hat 42 Register auf drei Manualen und Pedal. Die Spieltrakturen sind mechanisch, die Registertrakturen sind elektrisch.
| I Hauptwerk C–g3  |        |
| Bourdon           | 16’    |
| Principal         | 08’    |
| Rohrflöte         | 08’    |
| Octave            | 04’    |
| Blockflöte        | 04’    |
| Quinte            | 02 ⁄3’ |
| Superoctave       | 02’    |
| Cornet V          | 08’    |
| Mixtur major IV-V | 01 ⁄3’ |
| Trompete          | 08’    |

| II Positiv C–g3  |        |     |
| Copula           | 08’    | (h) |
| Salicional       | 08’    |     |
| Principal        | 04’    |     |
| Rohrflöte        | 04’    |     |
| Waldflöte        | 02’    |     |
| Larigot          | 01 ⁄3’ |     |
| Sesquialter II   | 0      |     |
| Mixtur minor III | 01’    |     |
| Cromorne         | 08’    |     |
| Tremulant        |        |     |

| III Schwellwerk C–g3 |         |     |
| Geigenprincipal      | 08’     |     |
| Holzflöte            | 08’     | (h) |
| Viola di Gamba       | 08’     |     |
| Voix céleste         | 08’     |     |
| Principal            | 04’     |     |
| Flute octaviante     | 04’     |     |
| Nasard               | 02 ⁄3’  |     |
| Flageolet            | 02’     |     |
| Terz                 | 01 3⁄5’ |     |
| Fourniture V         | 02’     |     |
| Basson               | 16’     |     |
| Trompette harm.      | 08’     |     |
| Hautbois             | 08’     |     |
| Clairon              | 04’     |     |
| Tremulant            |         |     |

| Pedalwerk C–f1 |         |     |
| Principal      | 16’     | (h) |
| Subbaß         | 16’     | (h) |
| Quintbaß       | 10 2⁄3’ |     |
| Octavbaß       | 08’     |     |
| Gedecktbaß     | 08’     | (h) |
| Tenoroctave    | 04’     |     |
| Hintersatz IV  | 02 ⁄3’  |     |
| Bombarde       | 16’     |     |
| Trompete       | 08’     |     |

- Koppeln: II/I, III/I, III/II, I/P, II/P, III/P (auch als Superoktavkoppel)
- Anmerkung

(h) = Register ganz oder teilweise aus dem Vorgängerinstrument

## Sage zum Turm
Über den auffälligen schiefen Turm der Kirche wird folgende Erklärungs-Sage erzählt:
Vor vielen hundert Jahren begannen die Mayener eine Kirche zu bauen, weil sie sehr gläubig waren. Die Kirche sollte groß und prächtig werden und so begann man in den Mayener Basaltgruben große, mächtige Basaltblöcke zu brechen. Die Blöcke wurden mit Ketten und Winden aus den Brüchen gehoben und dann auf holprigen Wegen zur Baustelle gefahren, wo die Maurer und Steinmetze fleißig arbeiteten. Aber es ging nicht recht voran. Ja, wenn man nur genug Basaltsteine gehabt hätte, wäre es beim Bauen schneller vorangegangen. Eines Tages, als die Bauleute wieder mal auf Steine warten mussten, kam ein Fremder mit einer Hahnenfeder am Hut und einem langen Mantel, der bis auf den Boden reichte. Er bemühte sich, seinen Klumpfuss unter dem langen Mantel zu verstecken, doch die Bauleute hatten ihn doch entdeckt und wussten jetzt: Das ist der Teufel. Aber sie ließen es ihn nicht merken. Der Teufel fragte die Männer vom Bau, was sie da bauten. Denn er habe gehört, es solle ein Tanzsaal werden, in dem die Leute zu Lukasmarkt oder zur Kirmes tanzen könnten. Ein Wirtshaus sollte integriert sein. Die Bauleute bestätigten dies und der Teufel war darüber so froh, dass er ihnen versprach, beim Bau zu helfen. Als die Steinmetze am nächsten Morgen zur Baustelle kamen, stellten sie mit Erstaunen fest, dass über Nacht so viele Basaltblöcke zum Bau gelangt waren, dass sie zum Fertigbau der Kirche reichen würden. Sie begannen fröhlich ihre Arbeit und die Kirche wuchs rasch empor. Zum Herbst war sie fertig. Die Mayener bereiteten ein großes Fest vor, die Kirchweihe. Während des Einzuges des Bischofs flog der Teufel über den Hochsimmer, um das Wirtshaus zu betrachten und mit den Mayenern Lukasmarkt zu feiern. Als er jedoch statt des Wirtshauses das Gotteshaus erblickte, griff er wutentbrannt nach dem hochragenden Kirchturm um ihn durchzubrechen. Er zog und zerrte daran, wand und drehte ihn, doch vergeblich, der Turm hielt den Angriffen stand. Der Teufel erkannte seine Ohnmacht und fuhr heulend davon.
Der Turm steht bis heute als Wahrzeichen mit schiefgedrehter Spitze, von der ein goldenes Kreuz weit über die Stadt Mayen hinaus sichtbar ist.
Im knapp 20 km entfernten Kaisersesch gibt es ebenfalls einen gedrehten Kirchturmhelm, siehe St. Pankratius (Kaisersesch).